# Postua
Postua est une commune de la province de Verceil dans le Piémont en Italie.

## Géographie
Postua est traversée par le torrent Strona.

## Administration
| Période                                  | Période  | Identité               | Étiquette | Qualité |
| ---------------------------------------- | -------- | ---------------------- | --------- | ------- |
| 30 mai 2006                              | En cours | Alberto Lino D'Alberto | Insieme   |         |
| Les données manquantes sont à compléter. |          |                        |           |         |

### Hameaux
Fucine, Naulina, Riva, Chiesa, Barinciano, et Roncole (situé le plus au fond de la vallée)

### Communes limitrophes
Ailoche, Borgosesia, Caprile, Guardabosone, Scopa, Vocca

### Évolution démographique
Habitants recensés
.
François Zocchetto, l'ancien maire de Laval (Mayenne) (2014-2020) et ancien sénateur de la Mayenne (2001-2017) y possède une maison car il a de la famille originaire de la commune. Pas mal de Postuais sont partis vivre en France, l'été toutes les familles qui ont des ancêtres originaires de Postua s'y retrouvent